# Barrio de Bellavista
El barrio de Bellavista, también denominado Barrio Inglés de Bella Vista, es un grupo de viviendas situado en el municipio español de Minas de Riotinto, en la provincia de Huelva, comunidad autónoma de Andalucía. Constituye una zona residencial localizada dentro del casco urbano del municipio.
La zona fue levantada originalmente por la Rio Tinto Company Limited (RTC) hacia finales del siglo XIX para acoger a la creciente colonia británica que residía en la cuenca minera. La construcción del barrio transcurrió en varias fases, entre 1883 y 1928, erigiéndose un importante complejo que disponía de una capilla, campos de deportes y un club social. Bellavista se convirtió en un símbolo de la presencia británica en Riotinto y de su modo de vida separado con respecto al resto de la población. Posteriormente la zona pasó a ser habitada por los ingenieros españoles y sus familias, tras la «nacionalización» de las minas en 1954. En la actualidad el barrio, que ha preservado sus aires de estilo victoriano, constituye un importante patrimonio histórico y cultural.

## Historia

### Orígenes y formación
La adquisición de las minas de Riotinto por la británica Rio Tinto Company Limited (RTC) en 1873 llevaría a la formación de una colonia inglesa con la llegada de ingenieros y técnicos con sus familias. A partir de 1875, tras la inauguración del ferrocarril de Riotinto y el inicio de la explotación a cielo abierto del yacimiento de Filón Sur, esta colonia aumentaría progresivamente debido a la demanda de más técnicos y directivos. La pujanza de las minas también supuso el aumento de la población en la zona con la llegada de inmigrantes desde otros puntos de España y Portugal. Ante esta situación, la RTC se vio en la necesidad de construir viviendas para alojar a la nueva población minera. Surgieron entonces diversas tipologías arquitectónicas como las del Alto de la Mesa, la trama urbana de El Valle, o la colonia de Bellavista. A esta última se acabaría trasladando la comunidad inglesa a finales del XIX para vivir según los cánones de la época victoriana, bajo su propia cultura y tradiciones.
En 1883 el entonces director de las minas de Riotinto, Charles Prebble, decidió construir una barriada independiente de la población primitiva para albergar en ella al creciente staff británico, que ya se aproximaba a cincuenta familias. En esa época la mayoría de la población de la zona residía en el poblado de Río-Tinto, pero la ampliación de las labores mineras en el Filón Sur amenazó la existencia del núcleo y motivó la construcción de nuevas viviendas en otros puntos. Para la construcción del barrio de Bellavista se eligió una pequeña colina de antiguos escoriales de época romana situada al oeste del antiguo poblado, desde donde se dominaban pequeños valles y planicies. En pocos años surgió una comunidad británica, rodeada por un muro de piedra con guardianes en sus entradas, que vivía de acuerdo con sus tradiciones y separada de la población española —de la cual acabaría distanciándose—. No sería hasta los tiempos del primer bienio de la Segunda República cuando las autoridades locales obligaron a la RTC que permitiera el acceso de los españoles al recinto de Bella Vista. El proceso constructivo del barrio se dilató varios años, hasta la última ampliación realizada en 1928.

### Vida social y cultural

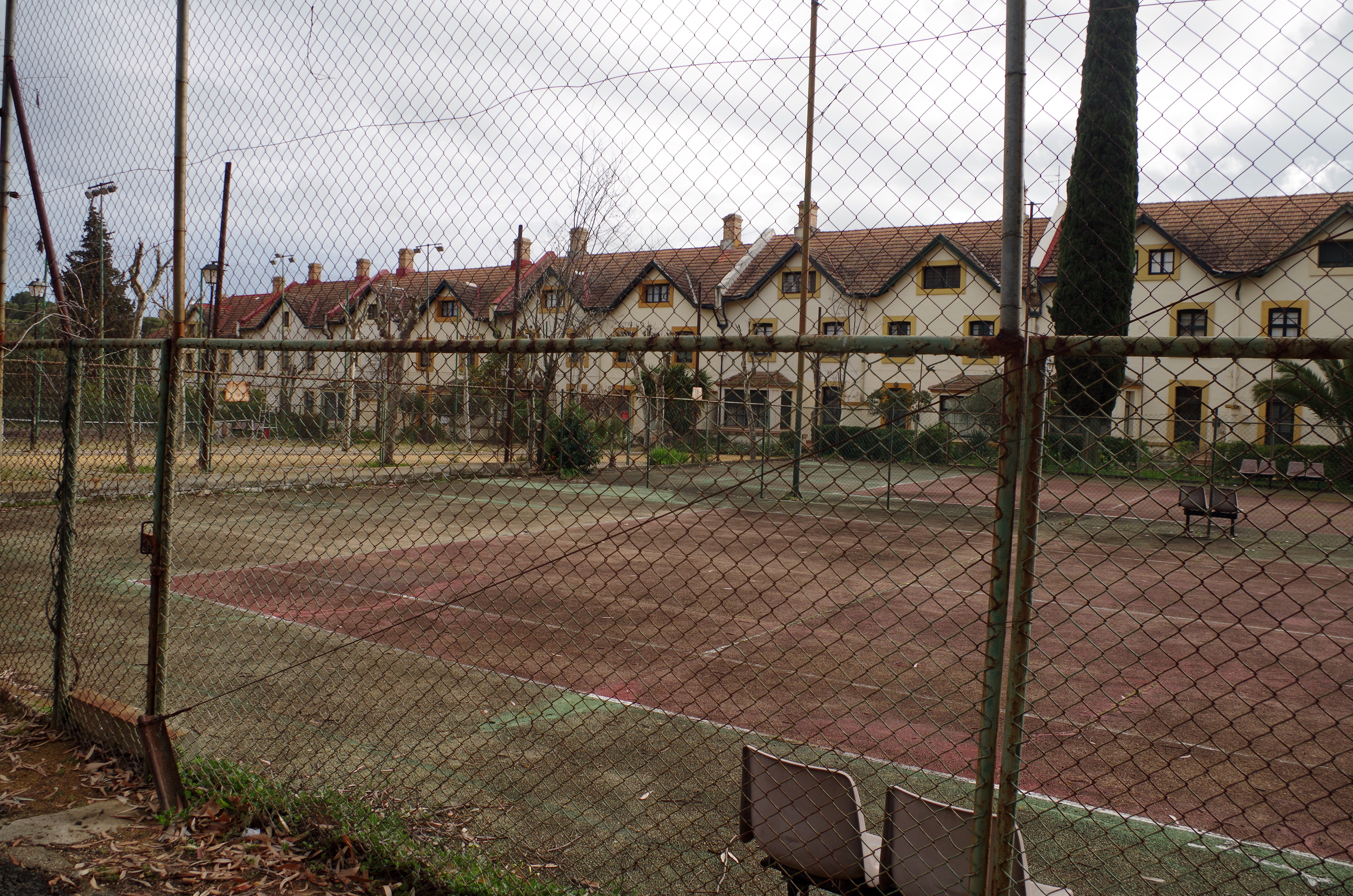
Pistas de tenis en Bellavista. El tenis constituyó uno de los deportes más populares de la colonia inglesa.

En comparación con los otros núcleos de población de Riotinto, Bellavista era el de menor tamaño. Tenía, por contra, una posición superior dentro de la jerarquía social existente en la zona, así como un mayor nivel de comodidades y equipamientos. El hecho de que en Bellavista se encontrase situada la mansión del director de la RTC, desde donde se dirigían tanto la empresa como la administración de facto del territorio, reforzaba este carácter jerárquico que poseía el barrio. La colonia británica de Riotinto acabaría realizando su vida a espaldas de la población local, con sus propios eventos sociales, celebraciones, etc. La pequeña comunidad dispuso de sus propios servicios religiosos y de un Club Inglés en torno al cual giraba toda la vida social. La práctica del deporte tuvo una importante presencia dentro de las actividades carácter recreativo, llegando a alcanzar una gran relevancia el fútbol, el críquet, el croquet, el tenis, el bádminton o el golf.
En el plano cultural, la vida de la colonia británica se veía amenizada por la organización de conciertos de música, obras de teatro o bailes, siendo estos el evento más frecuente. El bienestar predominante en Bellavista contrastaba con la situación de los poblados obreros, habitados por españoles, donde los estándares de vida eran mucho más bajos. No obstante, este estatus privilegiado también tenía sus límites. De acuerdo con David Avery la estancia durante largos períodos de tiempo en un espacio de carácter endogámico llegó a ser causa de estrés, lo que a su vez habría derivado en numerosos casos de alcoholismo o enfermedades mentales.

### Etapa reciente
En 1954 la Compañía Española de Minas de Río Tinto se hizo con el control de la cuenca minera y sus instalaciones. Esto también incluyó al barrio de Bellavista, que pasó a estar habitado por los técnicos de origen español y sus familias. Esta situación se mantuvo durante las siguientes décadas, sin que la morfología del barrio se viera alterada. El declive de la actividad en la cuenca minera en la década de 1980 hizo que muchas viviendas del barrio cambiaran de propietarios. En 1992 la Fundación Río Tinto (FRT) puso en marcha el denominado Parque Minero de Riotinto, que buscaba establecer un espacio de carácter turístico y recreativo en torno a la cuenca minera de Riotinto-Nerva. En este sentido, la FRT ha procedido a la rehabilitación de una vivienda de Bellavista, la «Casa 21», como espacio de interpretación que incorpora un conjunto etnográfico de carácter histórico. Además, varias viviendas de la zona han sido transformadas en casas rurales con fines turísticos.

## Arquitectura y características

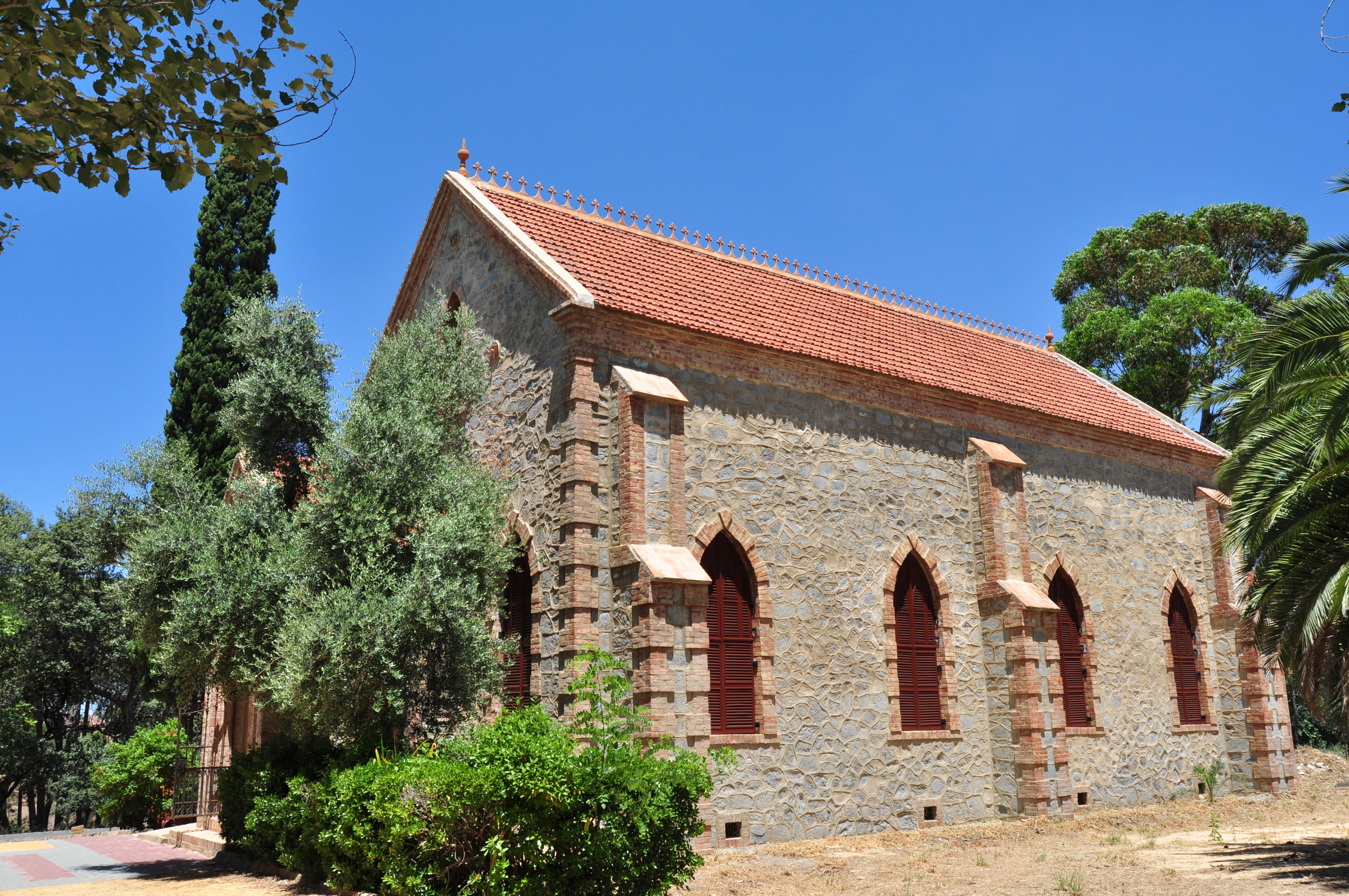
Capilla presbiteriana, en 2010.

Bellavista, que nació como un barrio residencial para los técnicos y directivos británicos de Riotinto, se trata de una urbanización con claros rasgos e influencias de la arquitectura victoriana de finales del siglo siglo XIX. El núcleo de las edificaciones que componen el barrio lo constituyen las viviendas, que se organizan por lo general en hileras de casas adosadas. Dentro de las viviendas se pueden distinguir tres tipos: las casas altas de tres pisos, las casas bajas de una sola planta y las viviendas aisladas. Estas construcciones se ven completadas con la existencia de zonas de ocio, una red de calles, numerosos jardines, pistas de tenis y hasta una piscina. De todas las edificaciones que dan forma a la fisonomía de barrio sobresalen varias, como la Casa del Consejo, el Club Inglés o la Capilla Presbiteriana.
La vida social de Bellavista giraba en torno al Club Inglés, donde se realizaban un gran número de actividades, y la Capilla Presbiteriana, esta última levantada para atender los servicios espirituales de la comunidad. En su época la urbanización contó con un muro de piedra que la rodeaba y que tenía a su vez de dos entradas, con vigilantes apostados en sus puertas. Reflejo de ese carácter separado que tenía el barrio, cerca del recinto se llegó a levantar un cementerio protestante.

## Conexión ferroviaria
A comienzos del siglo XX la Rio Tinto Company Limited construyó un ramal que enlazaba la vía general del ferrocarril de Riotinto con algunas poblaciones cercanas a la cuenca minera, como El Campillo o Zalamea la Real. Este ramal también servía al barrio de Bellavista, situado junto al poblado obrero de El Valle, permitiendo a sus habitantes poder trasladarse a Huelva u otras partes de la cuenca minera. En la zona de El Valle se levantó una estación ferroviaria para atender los servicios de pasajeros, la cual contaba con un edificio de viajeros, varias vías y andenes, etc. Existían unos servicios especiales (los denominados «trenes obreros») que permitían a los ingenieros británicos acudir cada día por las mañanas a sus lugares de trabajo en las minas y, ya por la tarde, volver a sus casas.